# N.O.I.A.
I N.O.I.A. sono stati un gruppo musicale italiano fondato a Cervia (Emilia-Romagna).
Passati dalla new wave e synth pop degli esordi a uno stile electro che segue l'esempio di Kraftwerk, Donna Summer e Giorgio Moroder, i N.O.I.A. sono considerati fra i maggiori esponenti della scena indipendente italiana dei primi anni ottanta. Vengono inoltre considerati fra coloro che contribuirono a lanciare la italo disco in Italia. Le loro canzoni sono state inserite in numerose antologie di italo disco.

## Storia del gruppo
Fondati nel 1978 da Bruno Magnani, Davide Piatto, Giorgio Giannini, Jacopo Bianchetti e Giorgio Facciani i N.O.I.A. vincono il primo premio del 1º Festival Rock Italiano. Le prime canzoni pubblicate sono Europe (piatto-magnani) e Hunger in the East (giannini-magnani) nell'antologia Rocker ’80 (1980) della EMI Italiana. In seguito alle trattative con la casa discografica, il gruppo si riduce da cinque a tre membri. Nel 1983 i N.O.I.A. entrano in contatto con la Italian Records che pubblica il mini album The Sound of Love (1984), destinato a riscuotere un buon successo in Europa e i primi singoli. Nello stesso periodo, Davide Piatto pubblica, adottando lo pseudonimo Klein & MBO, Dirty Talk (1982), un brano cantato da Rossana Casale che raggiunge le vette delle classifiche europee. Sempre negli anni ottanta, Davide Piatto fonda il gruppo rock dei Rebels Without a Cause mentre Bruno Magnani crea i Sacred Circle. Il gruppo si è sciolto nel 1988 ma è tornato a incidere occasionalmente in studio negli anni novanta; tuttavia il materiale composto in questo periodo non è mai stato pubblicato. Durante i primi anni del nuovo millennio vengono pubblicate Unreleased Classics '78-'82 (2003), album di inediti della Ersatz Audio e The Sound Of Love EP * Released & Unreleased Classics 1983-87 (2012), antologia curata dalla Spittle Records. A essi seguono due album di remix: The Rule To Survive 31th Anniversary con brani rivisitati da Prins Thomas, Daniele Baldelli e Marco Dionigi, Gaudi e gli Orb, e A.I.O.N. (2016).

## Formazione
- Bruno Magnani - voce, strumentazione elettronica
- Davide Piatto - chitarra, strumentazione elettronica
- Giorgio Giannini - tromba, strumentazione elettronica

## Discografia

### Album in studio
- 1984 - The Sound of Love
- 2003 - Unreleased Classics '78-'82

### Album di remix
- 2014 - The Rule to Survive 31th Anniversary
- 2016 - A.I.O.N.

### EP e singoli
- 1983 - The Rule to Survive (Looking for Love)
- 1983 - The Rule to Survive / I.C. Love Affair (singolo split con i Gaznevada)
- 1983 - Stranger in a Strange Land
- 1983 - Do You Wanna Dance?
- 1984 - True Love
- 1985 - Try and See
- 1987 - Umbaraumba
- 1988 - Summertime Blues
- 2009 - Ojo (con i Nemesi)
- 2012 - Untitled (split EP con i Gaznevada e Band Aid)
- 2014 - The Rule to Survive 31th Anniversary (include remix di Prins Thomas)

### Antologie
- 2012 - The Sound of Love EP * Released & Unreleased Classics 1983-87